# Kurt Frederic Kaiser

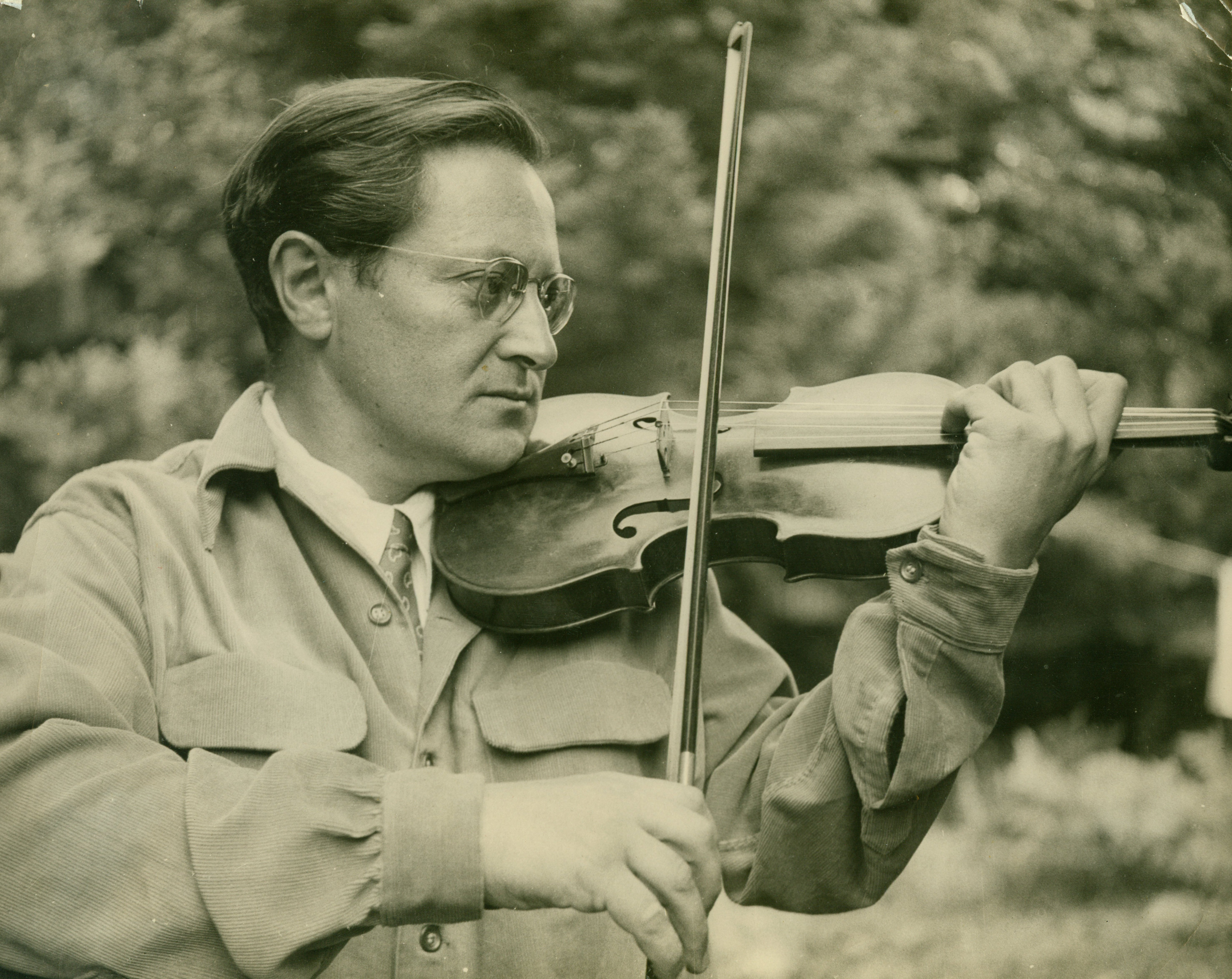
Kurt Frederic Kaiser

Kurt Frederic Kaiser (* 17. Dezember 1934 in Chicago, Illinois; † 12. November 2018) war US-amerikanischer Musiker und Komponist.
Kurt Frederic Kaiser war christlicher Liedermacher und Musikdirektor, er lebte in Woodland Hills (USA).
Von ihm stammt die Melodie des Kirchenliedes Ins Wasser fällt ein Stein, ganz heimlich, still und leise, das von Manfred Siebald aus dem Englischen übersetzt wurde – Originaltitel Pass it on (EG 637 Württemberg).